# Castelpoggio
Castelpoggio ist ein Ortsteil (Fraktion, italienisch frazione) von Carrara in der Provinz Massa-Carrara, Toskana, Italien.

## Geografie
Der Ort befindet sich in den Apuanischen Alpen und liegt 7 Kilometer nördlich vom Hauptort Carrara an der Straße (SP 73) nach Fosdinovo. Der Ort liegt bei 547 m und hatte 2001 340 Einwohner. 2001 waren es 357 Einwohner.

## Geschichte
Der Ort wurde erstmals schriftlich im Jahre 997 erwähnt. In der Gegend von Castelpoggio gab es neolithische Siedlungen, in denen Artefakte gefunden wurden. Wahrscheinlich ist der Ort seit der Zeit der römischen Republik wie auch die Stadt Luna befestigt.
1997 wurde anlässlich der Feierlichkeiten zum tausendjährigen Bestehen eine Gedenktafel am Portal des Kirchturms angebracht. Der Ort diente früher den Pilgern als Aufenthalt auf ihrem Pilgerweg auf der Via Francigena nach Rom und es gab im Ort früher ein Hospital.
Während des Zweiten Weltkrieges war der Ort Schauplatz blutiger Auseinandersetzungen. Zwischen März 1944 und April 1945 wurden als Reaktion auf Partisanenkämpfe in Castelpoggio 33 Zivilisten getötet und Teile des Ortes in Brand gesetzt.

## Roter Marmor
Bei Castalpoggio wird ein roter Marmor, der Rosso di Castelpoggio, gebrochen.